# Daniel Dujsjebajev
Daniel Dujsjebajev (født 4. juli 1997) er en spansk håndboldspiller, som spiller i Vive Kielce og for Spaniens herrehåndboldlandshold.

## Privat
Han er søn af den tidligere håndboldspiller Talant Dujsjebajev og lillebror til Alex Dujsjebajev. Alle tre er enten træner eller spiller i polske Vive Kielce.